# Ralph Metcalfe
Ralph Metcalfe (Atlanta, Estats Units 1910 - Chicago 1978) fou un atleta i polític afroamericà, guanyador de quatre medalles olímpics.

## Biografia
Va néixer el 30 de maig de 1910 a la ciutat d'Atlanta, capital de l'estat de Geòrgia.
Va morir el 10 d'octubre de 1978 a la seva residència de Chicago, població situada a l'estat d'Illinois.

## Carrera esportiva
Especialista en curses de velocitat, va participar als 22 anys en els Jocs Olímpics d'Estiu de 1932 realitzats a Los Angeles (Estats Units), on va aconseguir guanyar la medalla de plata en la prova dels 100 metres llisos, just pel darrere del seu compatriota Eddie Tolan, i la medalla de bronze en la prova dels 200 metres llisos. En els Jocs Olímpics d'Estiu de 1936 realitzats a Berlín (Alemanya nazi) aconseguí revalidar la seva medalla de plata en la prova dels 100 metres en quedar per darrere del seu compatriota Jesse Owens. En aquesta mateixos Jocs aconseguí guanyar la medalla d'or en la prova dels relleus 4x100 metres, al costat d'Owens, i on aconseguire establir un nou rècord del món amb un temps de 39.8 segons.

## Carrera política
Membre del Partit Demòcrata dels Estats Units, l'any 1971 fou escollit membre de la Cambra de Representants dels Estats Units per l'estat d'Illinois, càrrec que ocupà fins a la seva mort el 1978.